# Episodi di Empire (prima stagione)
La prima stagione della serie televisiva Empire è stata trasmessa negli Stati Uniti per la prima volta dall'emittente Fox dal 7 gennaio al 18 marzo 2015.
In Italia, la stagione è andata in onda in prima visione satellitare su Fox Life, canale a pagamento della piattaforma Sky, dal 3 marzo al 19 maggio 2015.
| nº | Titolo originale           | Titolo italiano        | Prima TV USA     | Prima TV Italia |
| -- | -------------------------- | ---------------------- | ---------------- | --------------- |
| 1  | Pilot                      | Empire                 | 7 gennaio 2015   | 3 marzo 2015    |
| 2  | The Outspoken King         | A due voci             | 14 gennaio 2015  | 10 marzo 2015   |
| 3  | The Devil Quotes Scripture | Affari di famiglia     | 21 gennaio 2015  | 17 marzo 2015   |
| 4  | False Imposition           | Falsa imposizione      | 28 gennaio 2015  | 24 marzo 2015   |
| 5  | Dangerous Bonds            | Legami pericolosi      | 4 febbraio 2015  | 31 marzo 2015   |
| 6  | Out, Damned Spot           | La nuova star          | 11 febbraio 2015 | 7 aprile 2015   |
| 7  | Our Dancing Days           | La notizia             | 18 febbraio 2015 | 14 aprile 2015  |
| 8  | The Lyon's Roar            | Il ruggito             | 25 febbraio 2015 | 21 aprile 2015  |
| 9  | Unto the Breach            | Patto violato          | 4 marzo 2015     | 28 aprile 2015  |
| 10 | Sins of the Father         | I peccati del padre    | 11 marzo 2015    | 5 maggio 2015   |
| 11 | Die but Once               | La legge del più forte | 18 marzo 2015    | 12 maggio 2015  |
| 12 | Who I Am                   | Chi sono io            | 18 marzo 2015    | 19 maggio 2015  |

## Empire
- Titolo originale: Pilot
- Diretto da: Lee Daniels
- Scritto da: Lee Daniels e Danny Strong

### Trama
Il discografico Lucious Lyon è il presidente dell'Empire Entertainment, una prestigiosa etichetta hip-hop. Mentre è in studio di registrazione, poco soddisfatto della performance piatta della cantante Veronica, Lucious la stimola a mettere tutta sé stessa nell'interpretazione, pensando al momento più triste della sua vita. Nessuno sa che i medici hanno appena diagnosticato a Lucious la SLA, prospettandogli l'invalidità entro tre anni, proprio nel momento in cui l'Empire si appresta a diventare una società per azioni e sbarcare in Borsa. Lucious, che non ha comunicato a nessuno la terribile notizia sulla propria salute, convoca i tre figli (Andre, Jamal e Hakeem) per informarli che a breve sceglierà uno di loro come proprio erede alla guida della compagnia. Lo stesso giorno sua moglie Cookie esce dal carcere per buona condotta dopo una detenzione lunga diciassette anni, bramosa di vendicarsi contro Lucious per aver averla abbandonata al suo destino dietro le sbarre.
Lucious tiene colloqui separati con i figli per capire chi di loro può avere la stoffa di prendere in mano l'Empire. Il maggiore Andre sembra avere le credenziali migliori, essendo direttore finanziario dell'etichetta, ma al contrario dei suoi fratelli non è un cantante e quindi, secondo Lucious, privo di competenze musicali. Andre è sposato con Rhonda, una ragazza bianca molto ambiziosa che vuole mantenere lo stile di vita altolocato garantito dalla loro posizione sociale. Il secondogenito Jamal è un ragazzo molto riservato che non ha voluto una carriera da stella, preferendo esibirsi nell'intimità dei piccoli locali. Fidanzato con Michael, Jamal ha fatto coming out solamente in famiglia e il padre, benché con molta fatica alla fine lo abbia accettato, non pensa che possieda la forza caratteriale necessaria a guidare l'etichetta. Hakeem è il più giovane dei tre figli, ha un carattere piuttosto esuberante che ricorda molto quello di Lucious da giovane ed è per questo motivo che il padre lo preferisce ai fratelli. L'inesperienza e lo scarso senso di responsabilità giocano però a suo sfavore.
Uscita di prigione, Cookie si presenta a casa di Jamal per offrirsi come sua agente perché è sempre stata l'unica a credere in lui e a difenderlo sin da quando erano evidenti i segnali della sua omosessualità, contrariamente al padre che ha sempre cercato di reprimerli. Jamal però non se la sente di fare il grande salto, anche perché è molto legato ad Hakeem e non vorrebbe mai ostacolare la carriera del fratello minore. Cookie pretende che Lucious la faccia diventare socia dell'Empire, ricordandogli che i 400000 $ con cui lui ha avviato l'etichetta in realtà erano soldi suoi. Lucious risponde negativamente, sottolineando che l'Empire è controllata da un consiglio di amministrazione e lei non ha alcun titolo per rivendicare l'appartenenza all'etichetta. Arrabbiato perché non sapeva che Cookie sarebbe uscita di prigione, Lucious pretende che il suo assistente Bunkie (cugino di Cookie) ne segua tutti i movimenti.
Lucious vuole che Hakeem pubblichi un nuovo album e gli scrive una canzone, ma il giovane arriva fuori forma nello studio di registrazione e manda su tutte le furie Lucious, ancora una volta messo di fronte all'inaffidabilità del figlio. Hakeem riesce a riscattarsi grazie all'aiuto di Jamal, il quale ha cambiato la melodia del brano per adattarlo meglio alla voce del fratello. Ascoltando la nuova versione Lucious è molto soddisfatto e Hakeem attribuisce il merito a Jamal, ma suo padre dice che è soltanto lui la stella. Offeso per essere stato ancora una volta relegato in secondo piano, Jamal accetta la proposta di Cookie di diventare sua agente. Lucious però non vuole cedere i diritti di Jamal a Cookie, la quale minaccia l'ex marito di rivelare pubblicamente che l'Empire ha prosperato grazie ai proventi derivanti dal traffico di droga. Lucious è quindi costretto ad accettare la richiesta di Cookie, dicendosi finanche soddisfatto di liberarsi di Jamal che, con il suo essere gay, gli ha causato soltanto imbarazzi. Bunkie chiede a Lucious 3000000 $ per tacere i suoi loschi affari. Lucious lo incontra di notte in una zona appartata, uccidendolo con un colpo di pistola.
- Special guest star: Gabourey Sidibe (Becky Williams)
- Guest star: Rafael de la Fuente (Michael Sanchez), Antoine McKay (Bunkie Campbell)
- Ascolti USA: telespettatori 9 900 000[2]

## A due voci
- Titolo originale: The Outspoken King
- Diretto da: Lee Daniels
- Scritto da: Danny Strong e Ilene Chaiken

### Trama
Lucious ha deciso di affidare ad Hakeem l'apertura della serata al Leviticus, il locale notturno che ha rilevato. Cookie è contrariata perché non lo fa esibire assieme a Jamal, ma l'ex marito non vuole che il locale si faccia la nomea di club per omosessuali. Lucious incarica il suo socio Vernon Turner di trovare qualcuno che possa duettare con Hakeem e lui gli propone Kid 44, rapper protagonista di una sparatoria che si riabiliterebbe esibendosi al Leviticus. Becky, la segretaria di Lucious, scopre il farmaco che sta assumendo contro la SLA e viene costretta dal suo capo a non farne parola con nessuno. Andre è sotto pressione per ottenere la successione dell'Empire, ma da un dialogo con Rhonda emerge che l'uomo soffre di disturbo bipolare e sta frequentando un terapista. Cooke spinge Jamal a lavorare su una canzone che ha scritto per portarla al Leviticus, convincendo il padre delle sue capacità. Hakeem si invaghisce di Tiana Brown, la nuova artista dell'Empire, ma la ragazza dimostra di saper resistere al suo corteggiamento.
Cookie ha un'idea per danneggiare Lucious e organizza una conferenza stampa per il coming out pubblico di Jamal, così da oscurare il debutto di Hakeem al Leviticus. Intanto, viene rinvenuto il cadavere di Bunkie e Lucious riesce a fingere con diabolica perfezione l'amarezza per la sua orribile morte e giura a Cookie che farà di tutto per scoprire il responsabile della morte di suo cugino. Rhonda fa incontrare Cookie con Dominque Prado, una delle più importanti pubblicitarie, per organizzare il coming out di Jamal. Quest'ultimo viene minacciato dal padre di non fare outing, altrimenti gli taglierà i viveri e l'affitto del loft in cui vive. Hakeem si ubriaca in un ristorante, dando in escandescenza contro gli avventori bianchi e definendo il presidente Barack Obama un "venduto". Lucious è costretto ad andare in televisione per chiedere scusa al presidente, derubricando il comportamento del figlio a ragazzata giovanile e ricordando la stima profonda che lui e la sua famiglia nutrono per Obama.
Cookie ha un litigio in ascensore con Kid 44. Lucious decide di cacciare il rapper dall'Empire, facendo esibire Hakeem da solo al Leviticus. Jamal diserta la conferenza stampa del suo coming out, raggiungendo Hakeem all'Aviticius ed esibendosi assieme a lui nel nuovo brano che aveva preparato. All'uscita del locale, Cookie sale a bordo di una limousine e discute con una certa agente Carter per testimoniare davanti al gran giurì in un caso di malavita.
- Guest star: Gabourey Sidibe (Becky Williams), Rafael de la Fuente (Michael Sanchez), Serayah (Tiana Brown), Antoine McKay (Bunkie Campbell), Damon Gupton (Detective Calvin Walker), Nealla Gordon (Harlow Carter)
- Ascolti USA: telespettatori 10 320 000[3]

## Affari di famiglia
- Titolo originale: The Devil Quotes Scripture
- Diretto da: Sanaa Hamri
- Scritto da: Ilene Chaiken e Joshua Allen

### Trama
Lucious rivela a Cookie di averla fatta pedinare da un investigatore privato, mostrandole le foto del suo incontro con l'agente Carter. Convinto che l'ex moglie stia cercando di tradirlo per rivelare i proventi del denaro con cui è stata fondata l'Empire, Lucious la avverte che è disposto a tutto pur di salvare l'etichetta. Cookie non può dire a Lucious che ha frainteso la situazione, cioè che gli incontri con i federali riguardano tutt'altro argomento, così si accorda con Carter per fingere che lei sia una funzionaria del carcere incaricata di verificare la buona condotta. Per dare una parvenza di verità alla faccenda, Cookie organizza un incontro tra Lucious e Carter alla Empire.
Hakeem e Tiana si sono fidanzati, ma il ragazzo è geloso delle crescenti attenzioni che il padre ha nei confronti della talentuosa artista. Cookie è alla ricerca di una hit che lanci la carriera di Jamal, anche se il figlio vorrebbe cantare pezzi suoi e non quelli scritti da altri. Cookie si rivolge a Dwayne Robinson, conosciuto come Puma, un amico storico che ha aiutato lei e Lucious a portare avanti i traffici di droga. Oggi Puma è una persona pulita che ha chiuso con la musica, ma suggerisce a Cookie di usare una canzone che aveva scritto anni prima per Lucious e che lui aveva scartato. Secondo Puma, Jamal contrariamente a suo padre ha il cuore per poterla cantare. Cookie costringe Lucious ad invitare anche Jamal e Michael a una cena che ha organizzato per presentare Tiana alla famiglia, un'occasione propizia per far cantare Jamal davanti a lui. Al funerale di Bunkie, Lucious promette pubblicamente che farà di tutto per assicurare l'assassino alla giustizia. Intanto, le indagini sembrano a una svolta quando emerge un testimone oculare che dice di aver assistito alla scena. Si tratta di un senzatetto che però viene considerato inattendibile perché non completamente in grado di intendere e di volere. L'unico a prestargli attenzione è il detective Calvin Walker, il quale mostra al senzatetto una fotografia di Lucious e si sente rispondere che è lui l'omicida. Lucious incarica di Andre di sfruttare la sua amicizia con il vicesindaco Alvarez per informarsi su chi le autorità avrebbero identificato come assassino.
Jamal si esibisce di fronte ai familiari. Lucious resta molto colpito, soprattutto perché ai tempi non aveva intuito il potenziale della canzone scritta da Puma, e si complimenta con Jamal per averla saputa interpretare al meglio. Tuttavia, Lucious rivela che Puma gli aveva venduto la canzone e quindi Jamal non può presentarla come sua. Inoltre, l'uomo sottolinea che il figlio ha un ottimo potenziale come arrangiatore anziché come cantante, convinto che questa strada sia invece destinata ad Hakeem. Quando Lucious dice che Hakeem è l'unico vero uomo della famiglia, Jamal e Michael se ne vanno. Hakeem si vede con Camilla, una donna più grande di lui con cui ha una relazione segreta da diverso tempo. Resosi conto di aver esagerato, Lucious va nel loft di Jamal per scusarsi con lui. Tuttavia, il figlio non è disposto a perdonarlo e abbandona l'appartamento, così da recedere ogni rapporto con lui. Jamal promette a Michael che si impadronirà dell'Empire.
- Special guest star: Cuba Gooding Jr. (Dwayne "Puma" Robinson), Naomi Campbell (Camilla Marks)
- Guest star: Gabourey Sidibe (Becky Williams), Rafael de la Fuente (Michael Sanchez), Serayah (Tiana Brown), Antoine McKay (Bunkie Campbell), Tasha Smith (Carol Hardaway), Gladys Knight (sé stessa), Damon Gupton (Detective Calvin Walker), Nealla Gordon (Harlow Carter)
- Ascolti USA: telespettatori 11 070 000[4]

## Falsa imposizione
- Titolo originale: False Imposition
- Diretto da: Rosemary Rodriguez
- Scritto da: Wendy Calhoun

### Trama
Lucious ha fissato l'uscita del nuovo album di Hakeem lo stesso giorno in cui l'Empire sbarcherà in Borsa, quindi il giovane ha bisogno di un singolo forte. Lucious vuole che Hakeem si metta subito al lavoro, costringendolo a rinunciare al concerto del famosissimo rapper Titan. Intanto, Tiana chiede a Cookie di diventare la sua agente e le fa ascoltare una canzone che secondo lei promette bene. Titan viene aggredito nel backstage del suo concerto da Kid 44, ferendolo incidentalmente con una pistola prima che fosse lui a sparargli. Lucious ha dei violenti tremori alla mano mentre si sta radendo ed è quindi costretto a rivelare la sua malattia alla compagna Anika.
Kid 44 ha abbandonato l'Empire per firmare con la Creedmoor. Lucious vuole mettere sotto contratto Titan, soffiandolo al suo rivale e mentore Billy Beretti. Il problema è che Titan si trova in carcere, impossibilitato a ottenere la cauzione per reati precedenti. Lucious fissa un incontro con il manager di Titan nel territorio della loro gang, mentre Cookie fa visita alla madre dell'artista per convincerla che l'Empire saprà riportarlo sulla retta via che ha smarrito negli anni alla Creedmoor. Anika è riuscita a ottenere uno spazio per far esibire in duetto Hakeem e Tiana ai Teen Choice Awards. Il detective Walker si reca nell'ufficio di Lucious, dove sono presenti anche Andre e Vernon, per chiedergli dove si trovava all'ora dell'omicidio di Bunkie. Vedendo il padre in difficoltà nel rispondere, Andre gli offre l'alibi che si trovavano insieme a guardare una partita in televisione.
Lucious ascolta le prove di Hakeem e gli chiede di mettere più cuore nell'interpretazione del brano. Jamal vive con Michael nel fatiscente appartamento di un quartiere malfamato, ma nonostante questo continua a ignorare suo padre e gli restituisce il cachet della sua esibizione al Leviticus. Billy Beretti si presenta al Leviticus per discutere con Lucious del furto di Titan. Lucious si dice disposto a lasciar stare Titan, ma in cambio lui deve aiutarlo a uscire di prigione. Beretti rilancia, minacciando Lucious di non quotarsi in Borsa, altrimenti scaverà nel suo passato e rivelerà pubblicamente tutti i risvolti torbidi della sua carriera. Hakeem diserta una cena da Cookie con Tiana per stare con Camilla. Giunta nel suo appartamento per capire il motivo della sua assenza, Tiana sorprende i due amanti nella vasca da bagno e se ne va disgustata. Tuttavia, Tiana è disposta a mettere una pietra sopra al tradimento pur di esibirsi con lui ai Teen Choice Awards. Osservando i nottambuli del suo nuovo quartiere, a Jamal viene l'ispirazione per un nuovo pezzo.
Lucious fa visita a Titan in carcere, offrendosi di finanziare la ristrutturazione del centro sociale che Titan frequentava da giovane e che la gang di Kid 44 aveva bruciato. Dando per certo il passaggio di Titan all'Empire, Lucious gli dona un cellulare con cui registrare i primi brani della loro collaborazione. Titan annuncia pubblicamente la firma con l'Empire e la critica è entusiasta per la performance di Hakeem. Lucious è felice, con Cooke che gli ricorda come dietro ai suoi successi c'è anche la sua mano.
- Special guest star: Naomi Campbell (Camilla Marks)
- Guest star: Judd Nelson (Billy Beretti), Jim Beanz (Titan), Serayah (Tiana Brown), Gabourey Sidibe (Becky Williams), Damon Gupton (Detective Calvin Walker), Rafael de la Fuente (Michael Sanchez)
- Ascolti USA: telespettatori 11 360 000[5]

## Legami pericolosi
- Titolo originale: Dangerous Bonds
- Diretto da: John Singleton
- Scritto da: Malcolm Spellman

### Trama
Lucious chiede ad Anika di sposarlo, ma vuole informare con gradualità le rispettive famiglie per prepararle a un'unione che in molti non vedono di buon occhio. Tra le pratiche per l'ingresso in Borsa rientra una polizza assicurativa, con Lucious che deve sottoporsi a una visita medica per accertarsi che sia in perfetta salute. Lucious invita a cena i genitori di Anika per dare loro la notizia del matrimonio. Siccome il futuro suocero è un medico, Lucious gli chiede di falsificare il verbale della visita per l'assicurazione e in cambio gli promette che farà diventare Anika ricchissima. Cookie accetta di testimoniare al processo contro Frank Gathers, confidando sulla riservatezza delle udienze del grand jury. Nella sua deposizione Cookie fa il nome di Gethers come assassino dell'uomo al quale lei stava vendendo la droga, ma resta di stucco nell'apprendere che si trattava di un agente dell'FBI sotto copertura. Cookie si sente ancora più in pericolo, soprattutto quando trova sull'uscio di casa una rosa rossa che è il simbolo della gang di Gathers, quindi chiede all'amica Carol di farlo uccidere.
Hakeem è stanco di essere considerato il figlio di Lucious, così si butta a capofitto nel lavoro e afferma di voler realizzare un video pazzesco per il suo nuovo singolo Drip Drop. Contagiato dall'entusiasmo del figlio, Lucious gli accorda un milione di extra budget e ordina ad Andre di mascherare l'aggiunta nei conti. Jamal ottiene l'affitto per un giorno di uno studio di registrazione per il suo singolo Keep Your Money, ispirato alla situazione che sta vivendo e alle tensioni con suo padre. Rhonda sorprende Tiana in atteggiamenti intimi con una ragazza e le filma di nascosto. Desideroso di infliggere un danno ai fratelli, Andre fa diffondere a Rhonda il video di Tiana che diventa immediatamente virale, poi si fa volutamente sentire da due amici loschi di Hakeem che Jamal si trova nello studio di registrazione con parecchio oro. I due gaglioffi si presentano armati e scatenano una rissa, con uno dei ragazzi che rimane ferito a una spalla. L'ordine viene ripristinato, ma il produttore non vuole guai e chiede a Jamal di interrompere il lavoro. Dopo un'insistente opera di convincimento, Jamal ottiene il permesso di continuare a registrare e attua degli accorgimenti per rendere la canzone ancora più bella. Jamal accusa Hakeem per l'incursione allo studio, esattamente quello che voleva Andre per indebolire l'alleanza tra i fratelli.
Lucious informa Cookie che la rosa era un suo regalo per il loro anniversario. Ormai però è troppo tardi per fermare l'assassinio di Gathers.
- Guest star: Tasha Smith (Carol Hardaway), Serayah (Tiana Brown), Nealla Gordon (Harlow Carter), Tim Hopper (dott. Steve Calhoun), DeRay Davis (Rose Thug), Shanesia Davis (Mrs. Calhoun), Elizabeth Whitson (India Spring)
- Ascolti USA: telespettatori 11 470 000[6]

## La nuova star
- Titolo originale: Out, Damned Spot
- Diretto da: Michael Engler
- Scritto da: Eric Haywood

### Trama
Lucious riunisce la famiglia per annunciare il matrimonio con Anika, scatenando la furia di Cookie che si era convinta di un possibile riavvicinamento tra loro due. Quando sorprende un poliziotto rovistare nella spazzatura, Lucious teme che il cerchio si stia stringendo intorno a lui e ordina a Vernon di rinforzare la sorveglianza. Vernon ha capito che il responsabile della morte di Bunkie è proprio Lucious, così aggredisce Andre per aver coperto suo padre fornendogli il falso alibi. Dopodiché Vernon prende contatti con un uomo della malavita per individuare una persona che, dietro generoso compenso, accetti di passare come il colpevole dell'omicidio. Lucious ringrazia Vernon per averlo salvato, consapevole che prima o poi dovrà saldare il debito. Vernon si scusa con Andre per quanto accaduto, rammentandogli che la loro alleanza è ancora in vigore.
La Empire deve sfoltire la lista degli artisti. Su indicazione di Anika viene depennata Elle Dallas, la prima cantante dell'etichetta, che non pubblica da diversi anni a causa di problemi con la droga. Non volendola perdere del tutto, essendole grato per il lavoro fatto in passato, Lucious propone a Elle di passare nella scuderia di Cookie. Tuttavia, Elle vuole lavorare soltanto con i migliori come Lucious e non crede che un'ex galeotta rappresenti la soluzione migliore per la sua carriera. Cookie prende la situazione di petto, obbligando Elle a ripulirsi e trascinandola in studio per incidere una nuova canzone. Cookie la striglia a essere più autentica, ottenendo il risultato sperato. Il medico di Lucious gli suggerisce una terapia sperimentale contro la SLA che sta avendo riscontri positivi in Russia.
Michael è preoccupato che la carriera di Jamal possa allontanarli, così ha deciso di iscriversi a un corso di cucina in previsione dei crescenti impegni del compagno. Cookie suggerisce a Jamal di ripensare seriamente il ruolo di Michael, poiché ha bisogno di una persona forte e di spessore al suo fianco. Per cercare di salvare la loro relazione, Michael propone a Jamal un fine settimana d'amore in cui pensare soltanto a loro stessi. Cookie incontra in un locale un famoso sportivo, seguitissimo su Twitter, e lo convince a lanciare la canzone di Jamal ai suoi follower. Il tradimento di Tiana spinge Hakeem a indurire Drip Drop, trasformandola in un'invettiva nei confronti delle donne traditrici. L'impatto del brano è tale che Lucious lo vuole mettere come apertura dell'album. Intervistato in televisione,  Jamal nasconde l'esistenza di Michael e dice che non c'è nessuna persona importante nella sua vita. Già offeso per aver dovuto annullare il weekend, Michael spegne il computer stizzito.
Lucious assume Malcolm Deveaux come nuovo responsabile della sicurezza dell'Empire. Il suo primo giorno di lavoro ai varchi si presenta una ragazza di nome Olivia assieme a una bambina, Lola, che dice essere figlia di Jamal.
- Special guest star: Derek Luke (Malcolm Deveaux), Courtney Love (Elle Dallas)
- Guest star: Rafael de la Fuente (Michael Sanchez), Damon Gupton (Detective Calvin Walker), John Hoogenakker (dott. Lester Mason), Sway Calloway (Sway Calloway), Raven-Symoné (Olivia Lyon)
- Ascolti USA: telespettatori 11 960 000[7]

## La notizia
- Titolo originale: Our Dancing Days
- Diretto da: Sanaa Hamri
- Scritto da: Attica Locke

### Trama
Lucious si sente male in ufficio e viene trasportato d'urgenza in ospedale. Il malore non è dovuto alla SLA, bensì a una sofferenza epatica causata dalla terapia illegale a cui si sta sottoponendo. Infatti, il dottor Mason ha perso l'abilitazione e si sta arricchendo ingannando i pazienti circa possibili guarigioni dalla SLA, allo stato impossibili. Mentre Jamal e Michael si lasciano, Camilla spinge Hakeem a rendere pubblica la loro relazione. Chiedendole ancora un po' di tempo, Hakeem la invita alla festa degli investitori in cui l'Empire cerca ulteriori fondi prima della quotazione in Borsa.
Nonostante le sue condizioni di salute, Lucious si fa in quattro affinché la serata vada nella giusta direzione. L'apertura viene affidata a Elle Dallas, con Cookie che garantisce a Lucious la sua definitiva uscita dalla droga. Il piatto forte è il duetto tra Jamal e Hakeem, ma tra i due fratelli le distanze sono parecchie e continuano a litigare durante le prove. Dimesso dall'ospedale, Lucious prova a rappacificare gli animi tra i figli e li esorta ad ascoltare Cookie. Lucious incarica Vernon di indagare su Olivia, l'ex moglie di Jamal, e Lola per sapere se la bambina è realmente sua nipote. Jamal rinfaccia al padre il matrimonio di convenienza con Olivia cui era stato costretto, ma Lucious gli ricorda che avrebbe compromesso la sua carriera ed è stato un bene tagliare i ponti con lei. Lucious si mostra lieto che il figlio abbia lasciato Michael, poiché quest'ultimo non capiva cosa significasse vivere al fianco di una star.
Alla festa degli investitori Anika versa della polvere bianca nel tè di Elle, così da impedirle di esibirsi e mettere i bastoni tra le ruote a Cookie. Per fortuna a salvare la serata è l'esibizione di Jamal e Hakeem che strabiliano gli invitati. Lucious ha un improvviso abbassamento di voce che gli impedisce di tenere il discorso finale. Anika si offre di sostituirlo, avendolo scritto lei stessa, ma Lucious vuole che sia Cookie a parlare perché l'obiettivo della serata è affermare come l'Empire sia, prima che un'etichetta, una famiglia. Cookie parla a braccio, ricordando i grandi successi ottenuti dall'Empire e la capacità visionaria di Lucious di arrivare dalla strada al top. Congedati gli ospiti, Lucious saluta Anika che parte per un viaggio di affari.
Lucious si rende conto che è giunto il momento di informare la famiglia sulla sua malattia, anche perché Cookie sta iniziando a sospettare qualcosa. Al momento della rivelazione Andre e Hakeem vengono quasi alle mani, poiché il maggiore si è preoccupato subito dello sbarco in Borsa e Hakeem gli ha dato dell'insensibile che non pensa ai problemi del padre. Rimasto con Jamal e Hakeem, Lucious chiede loro di essere coraggiosi perché supereranno anche questa dura prova. Rhonda consola Andre, esortandolo a impegnarsi per ereditare l'impero. Lucious e Cookie hanno un impeto di passione che sfocia in un rapporto sessuale. Anika, rientrata a sorpresa, li sorprende a letto insieme.
- Special guest star: Derek Luke (Malcolm Deveaux), Courtney Love (Elle Dallas), Naomi Campbell (Camilla Marks)
- Guest star: Rafael de la Fuente (Michael Sanchez), Gabourey Sidibe (Becky Williams), Roblé Ali (chef)
- Ascolti USA: telespettatori 13 020 000[8]

## Il ruggito
- Titolo originale: The Lyon's Roar
- Diretto da: Danny Strong
- Scritto da: Danny Strong

### Trama
Cookie propone a Lucious di realizzare un album celebrativo della sua carriera, incidendo la sua prima canzone You are so beautiful insieme a Jamal e Hakeem. Durante le prove emergono nuovamente i dissapori tra Hakeem e sua madre, da lui non ancora perdonata per la sua lunga assenza. Lucious prova a spiegare ad Hakeem che vuole essere certo di morire sapendo che la famiglia resterà unita, quindi deve ascoltare i consigli di sua madre. Anika rivela a Lucious di averlo trovato a letto con Cookie e, per dimostrarle che si è trattato di una semplice sbandata, deve annunciare il loro matrimonio all'imminente White Party, per poi sposarla il successivo fine settimana. Inoltre, Anika ha saputo dell'imbroglio sull'assicurazione sanitaria orchestrato assieme a suo padre e minaccia di essere pronta a trascinarlo nei guai qualora il genitore venisse scoperto. Per risolvere i conflitti, Jamal e Hakeem si accordano per far cantare a quest'ultimo la parte finale della canzone. Lucious e Cookie fanno di nuovo sesso, stavolta nello studio di registrazione.
Lucious ingaggia il regista Ryan Morgan per realizzare un documentario sui Lyon da far uscire in concomitanza con lo sbarco in Borsa. Ryan si sente attratto da Jamal e gli chiede un appuntamento, suggerendogli di fare coming out in pubblico per sentirsi meglio. Hakeem invita Camilla al White Party per presentarla alla famiglia, senza più nascondersi. Tagliato fuori dall'esibizione di famiglia, Andre trama vendetta e vuole farsi nominare amministratore delegato dell'Empire, così da poter subentrare al padre qualora le sue condizioni di salute peggiorassero. Facendo i conti, Andre può contare sul sostegno di tre consiglieri (Lucious, Cookie e Vernon) e gli mancherebbe un voto. Andre individua Janet Blakeley come il quarto voto favorevole, così chiede a Rhonda di avere un rapporto sessuale con il marito di costei, Harold. Invitati a cena dai Blakeley, Rhonda resta di stucco nell'apprendere che Harold è paralizzato e per il ribrezzo continua a bere, vomitando durante la cena. Mentre tornano a casa, Rhonda si dice stanca dei giochetti di Andre e lo esorta a non provare più a coinvolgerla nei suoi affari. Comunque Andre ha trovato il voto di un altro consigliere, Carl Johnson, che sostituirà quello negativo di Janet. Tuttavia, al momento decisivo Lucious vota contro, lasciando Andre di sasso.
La sera del White Party Cookie non vede di buon occhio la relazione tra Hakeem e Camilla, troppo adulta per stare con suo figlio. Jamal si esibisce in una versione di You are so beatiful da lui riarrangiata, trasformandola in chiave gay. Tutti sono orgogliosi del suo coming out, tranne Lucious che trattiene a stento la rabbia. Il giorno dopo tutti i giornali parlano del coraggio di Jamal. Lucious convoca Andre e Vernon nel suo ufficio per avvertirli che ha scoperto il loro inganno. Andre accusa il padre di non volerlo per questioni artistiche, ma Lucious risponde di non aver mai accettato la sua relazione con una donna bianca e che è troppo affarista per avere a cuore il bene dell'etichetta. Hakeem fa definitivamente pace con Jamal, dicendosi orgoglioso di lui. Anika si incontra segretamente in albergo con Billy Beretti.
- Special guest star: Naomi Campbell (Camilla Marks)
- Guest star: Eka Darville (Ryan Morgan), M. Emmet Walsh (Harold Blakeley)
- Ascolti USA: telespettatori 13 900 000[9]

## Patto violato
- Titolo originale: Unto the Breach
- Diretto da: Anthony Hemingway
- Scritto da: David Rambo

### Trama
Lucious e Anika stanno organizzando il matrimonio, quando fa irruzione Cookie che rivela di aver scoperto l'incontro segreto della donna con Billy Beretti. Anika abbandona la residenza e sale sulla macchina scura di Beretti. L'Empire si ritrova sotto attacco, con la Creedmoor che le sta rubando tutti gli artisti. La famiglia Lyon si riunisce per convincere i talenti di punta a restare con l'Empire. Andre butta via i farmaci con cui combatte il suo disturbo bipolare.
Lucious e Hakeem parlano con Travie Wild, il quale medita di abbandonare l'Empire per autoprodursi. Andre, su di giri senza la copertura dei farmaci, prova a convincerlo a restare abbassando la commissione dal 30 al 15%. Cookie si reca nel ghetto per parlare con Royale-T, in procinto di passare alla Creedmoor. Cookie lo sfida a una gara di bevute, mostrandosi dura perché ha vissuto in carcere ed è abituata all'alcol. Cookie riesce a spuntarla, ma esce dallo studio di registrazione ubriaca e viene aggredita da un malvivente che vuole scipparle la borsa. Fortunatamente era seguita da Malcolm che manda al tappeto l'aggressore e carica Cookie in macchina. Jamal incontra Delphine, un'artista molto apprezzata che ha vinto tre dischi di platino, e ritiene possa essere un ottimo innesto per l'Empire. Voglioso di dimostrare al padre il suo valore, Jamal duetta insieme a Delphine e tra i due si crea una buona affinità.
Andre, Jamal e Hakeem restano bloccati in ascensore. Andre dà di matto, ma Jamal riesce a tranquillizzarlo con una canzone della loro infanzia. Tornati in sala riunioni, Lucious vuole parlare con Tiana perché ha saputo che incontrerà Anika per passare alla Creedmoor. Jamal vuole che suo padre incontri invece Delphine, dato che senza la sua parola non passerà all'Empire, e riesce a fargli cambiare strategia. Hakeem e Cookie vanno all'appuntamento con Tiana. Il ragazzo distrae Anika, consentendo a Cookie di parlarle a tu per tu. Tiana è disposta a tornare all'Empire, ma vuole che tutto torni come prima e che Hakeem lasci Camilla per rimettersi con lei. Lucious e Jamal si vedono con Delphine al Leviticus, dove la cantante racconta che anni prima era stata vicina a firmare per l'Empire e fu scartata da Anika. Delphine accetta la proposta e festeggia l'accordo esibendosi insieme a Lucious e Jamal.
André è completamente fuori controllo. Lucious chiama il personale paramedico che lo seda e Rhonda firma per un ricovero di 48 ore.
- Special guest star: Derek Luke (Malcolm Deveaux)
- Guest star: Judd Nelson (Billy Beretti), Estelle (Delphine), Serayah (Tiana Brown), Gabourey Sidibe (Becky Williams), Eka Darville (Ryan Morgan)
- Ascolti USA: telespettatori 14 330 000[10]

## I peccati del padre
- Titolo originale: Sins of the Father
- Diretto da: Rob Hardy
- Scritto da: Eddie Gonzalez e Jeremy Haft

### Trama
I documenti per l'ingresso dell'Empire in Borsa sono pronti. Lucious convoca tutta la famiglia a casa sua per le firme, mentre nel frattempo informa Vernon che ha deciso di ripartire equamente le quote tra Cookie e i figli. Andre è seguito dal dottor Sirak e dalla terapeuta Michelle White che propongono di tentare la musicoterapia per curare il disturbo bipolare. I problemi mentali di Andre si sono palesati per la prima volta quando era al college, ma Lucious ha sempre voluto tenerli nascosti e ha costretto Rhonda a non far sapere nulla al di fuori della famiglia. Malcolm rivela a Cookie di essersi innamorato di lei, ma di volersi sforzare a mantenere le distanze. Jamal ha composto una canzone per Lola, dove si felicita per averla ritrovata e le dà il benvenuto nel clan Lyon. Jamal vuole fare il padre a tempo pieno e medita di alleviare Lucious dalla responsabilità della piccola, ora che ha ben altri problemi a cui pensare. Camilla realizza un servizio fotografico ad Hakeem, convinta che il giovane fidanzato debba diventare un'icona di stile oltre a essere un rapper. Vernon incontra Olivia e il suo compagno violento Reggie, i quali esprimono il desiderio di riavere Lola.
I Lyon si ritrovano a casa di Lucious per firmare i documenti. Andre ha deciso di disertare l'appuntamento, conferendo a Rhonda la procura per firmare al suo posto. Hakeem si presenta con Camilla, volendola al suo fianco in un momento così importante. Lucious si rinchiude in ufficio con Camilla, rivelandole di aver scoperto che è molto indebitata, quindi la sua relazione con Hakeem è di pura convenienza. Lucious paga Camilla per farla sparire immediatamente, con Malcolm che l'accompagna all'aeroporto per partire alla volta di Londra, dove vivrà lontana da Hakeem. Camilla straccia l'assegno davanti a Lucious, non volendo i suoi soldi, e lo avverte che alla sua morte tornerà a prendere quanto le spetta. Lola si sveglia, dicendo a Jamal di aver avuto un incubo in cui era assalita da un corvo. Jamal e Hakeem la riaddormentano cantandole la sua canzone.
Vernon si presenta con Olivia e Reg, il quale punta una pistola contro Jamal per aver ingravidato Olivia e averle rovinato la vita. Dal canto suo Jamal ha scoperto che il corvo di cui parlava Lola era proprio lui, quindi presume che Reg sia violento nei confronti dell'ex moglie e della piccola. Reg minaccia di uccidere Cookie e Lucious, non avendo nulla da perdere, confessa tutti i suoi misfatti. Si prende la responsabilità di aver pagato Camilla per farla fuggire e confessa di essere lui il padre di Lola, avendo messo incinta Olivia promettendole in cambio del suo silenzio una scintillante carriera nella musica. Malcolm, giunto nel frattempo alla residenza, spara a Reg uccidendolo sul colpo. Rhonda svela l'inganno di Lucious, avendo letto nei documenti che Andre ha una quota di azioni inferiore a quella precedentemente stabilita. Intanto, Andre si avvicina molto alla sua terapeuta Michelle e i due iniziano a baciarsi.
Il mattino seguente Olivia e Lola partono verso un posto sicuro. Lucious propone a Cookie di risposarsi per condividere insieme gli ultimi giorni che gli restano. Turbata dall'invito, Cookie chiede a Malcolm di vedersi da soli per approfondire il loro feeling.
- Special guest star: Derek Luke (Malcolm Deveaux), Naomi Campbell (Camilla Marks)
- Guest star: Jennifer Hudson (Michelle White), Raven-Symoné (Olivia Lyon), Mary J. Blige (Angie), Jerod Haynes (Reg), Eka Darville (Ryan Morgan), Antoine McKay (Bunkie Williams)
- Ascolti USA: telespettatori 14 900 000[11]

## La legge del più forte
- Titolo originale: Die But Once
- Diretto da: Mario Van Peebles
- Scritto da: Ilene Chaiken

### Trama
Fervono i preparativi per il concerto di Lucious, un evento che il fondatore dell'Empire vuole sia memorabile. Per l'occasione il rapper Snoop Dogg ha firmato una joint venture con l'Empire per la realizzazione di un nuovo album. A guastare la festa è l'arrivo di un'ingiunzione a carico di Lucious da parte di Billy Beretti che rivendica i propri diritti su metà delle canzoni dell'Empire. Durante un'esibizione freestyle Snoop Dog chiama sul palco Hakeem che intona un rap contro suo padre, ancora furioso per quanto accaduto con Camilla. Nel backstage Lucious tira un pugno ad Hakeem, sancendo una rottura che appare ormai insanabile, al punto che i giornali ipotizzano un addio del ragazzo all'Empire. La musicoterapia sta avendo buoni risultati con Andre, il quale però è convinto di voler cambiare vita e dedicarsi a Dio nella chiesa dove Michelle si esibisce.
Mentre sta componendo la canzone per il suo concerto, Lucious avverte un disturbo alla vista e non riesce più ad andare avanti. Quando chiede di Cookie, che lo ha sempre aiutato a superare il blocco dello scrittore, viene a sapere che sta trascorrendo il weekend nel Berkshire. Una volta saputo che anche Malcolm si trova nello stesso posto, intuisce la verità e decide di estromettere Cookie dall'Empire. L'ex moglie se ne accorge quando tenta di entrare nel palazzo, ma il suo badge non funziona più. Lucious le rivela inoltre che a suo tempo Andre le aveva mentito, dato che essendo pregiudicata non è mai entrata nel consiglio di amministrazione, quindi non può rivendicare alcun diritto sull'etichetta. Malcolm è rimasto al suo posto, ma ha deciso di licenziarsi per accettare un incarico governativo a Washington e propone a Cookie di seguirlo. La donna però non è convinta di voler accettare.
A questo punto, con Andre perso nella sua nuova vita e Hakeem che lo sta per abbandonare, Lucious si rende conto che l'unica persona a cui può lasciare l'Empire è Jamal. Quest'ultimo accompagna il padre nella loro vecchia casa, dove trovano l'ispirazione per comporre una nuova canzone. Lucious si convince che Jamal può rappresentare una buona soluzione per la sua successione alla guida dell'Empire, ma vuole accertarsi che sia disposto ad andare fino in fondo e gli chiede di costringere Beretti a restituirgli i suoi master di cui si era appropriato. Lucious è disposto a perdonare Cookie, ma viene a sapere da lei che Hakeem sta per passare alla Creedmoor. Jamal si reca da Beretti e minaccia di buttarlo dal balcone se non restituirà i master a suo padre. Anche Lucious era presente e, girando per il locale della festa privata di Beretti, sorprende Hakeem amoreggiare con Anika.
Lucious riferisce a una dottoressa il disturbo alla vista che lo aveva colpito, poiché non rientra nei sintomi della SLA. Scopre così di non aver mai contratto la temuta malattia, bensì una miastemia che è stata confusa con la SLA perché non esistono esami specifici. Lucious esorta Andre a tornare alla sua vecchia vita, ma davanti al rifiuto del figlio sceglie di incrinare il suo rapporto con Michelle, offrendole un contratto per la realizzazione di un album gospel con l'Empire. Cookie si presenta a casa di Lucious, infuriata con lui per quello che ha fatto fare a Jamal, e lo trova a letto preda di un'allucinazione causata da un farmaco che gli è stato prescritto per combattere l'insonnia. Nel dormiveglia Lucious confessa l'omicidio di Bunkie e di non avere la SLA. Cookie prende un cuscino, con l'intenzione di soffocare l'ex marito.
- Special guest star: Snoop Dogg (sé stesso), Derek Luke (Malcolm Deveaux)
- Guest star: Judd Nelson (Billy Beretti), Jennifer Hudson (Michelle White), Eka Darville (Ryan Morgan), Tasha Smith (Carol Hardaway), Jim Beanz (Titan), Gabourey Sidibe (Becky Williams)
- Ascolti USA: telespettatori 15 820 000[12]

## Chi sono io
- Titolo originale: Who I Am
- Diretto da: Debbie Allen
- Scritto da: Danny Strong e Ilene Chaiken

### Trama
Lucious riunisce i figli per comunicare loro che la SLA era un falso allarme. Pur non aspettandosi di essere perdonato per i suoi sbagli, ha deciso di fare a ciascuno di loro un regalo. Hakeem riceve un jet privato con cui spostarsi liberamente. Andre diventa presidente della Lyon Foundation, il nuovo ente benefico appena fondato e di cui sarà direttore finanziario. Jamal ottiene lo scettro del potere dell'Empire Enteratinment. Cookie arriva in ritardo e Lucious le consegna il suo regalo, emblematico di quanto accaduto la notte precedente: un cuscino bianco.
Appena nominato erede dell'Empire, Jamal chiede il supporto dei suoi fratelli perché vuole che le decisioni importanti vengano prese insieme. Il primo scoglio da superare è l'uscita dell'album di Hakeem, programmata per lo sbarco in Borsa, che Jamal vorrebbe rinviare di un paio di mesi, così da lasciare il suo album in classifica per più tempo. Lucious convoca Jamal e Cookie nel suo ufficio per mostrare loro il filmato della telecamera di sorveglianza, installata in camera sua, dove si vede Cookie tentare di soffocare Lucious con il cuscino. La donna è allontanata dall'Empire e perde la produzione del concerto evento di Lucious. Come se non bastasse, Cookie incontra di nuovo l'agente Carter che vuole la sua testimonianza per una causa da intentare contro Lucious per un omicidio da lui commesso contro un membro della gang di Shine. Cookie si rifiuta di testimoniare contro Lucious, ma Vernon la vede uscire dalla centrale dei federali e pensa che abbia tradito l'ex marito. Quando Rita Ora è costretta a disdire la sua partecipazione al concerto, Lucious pensa che dietro ci sia lo zampino di Cookie.
Hakeem non vuole entrare nella Creedmoor, così Anika lo convince a tentare una scalata ostile all'Empire per sottrarre il potere a Lucious e Jamal. Hakeem prova a discuterne con Andre, il quale però nega il suo assenso alla manovra. Tuttavia, quando Rhonda lo lascia per una pausa di riflessione, Andre accetta e Anika lo mette in contatto con Tony Trichter, uno dei più grandi esperti di scalate ostili. Hakeem e Andre costringono Cookie e Anika a mettere da parte i loro dissapori per compiere l'impresa. Tricheter sottolinea che la priorità è trovare uno scandalo su Lucious, al fine di distruggerne la reputazione. Durante una conferenza stampa, Lucious annuncia che gli artisti dell'Empire devolveranno il 10% del loro cachet a favore della causa di Black Lives Matter. Black Rambo, uno dei rapper più importanti dell'etichetta, fa irruzione per dire che lascerà l'Empire perché non accetta di essere comandato da un gay come Jamal. Quest'ultimo avrà occasione di vendicarsi durante una gara di freestyle, dove infligge un duro colpo al rapper attaccandolo per la sua omofobia. Vernon conferma a Cookie che Lucious è l'assassino di Bunkie, spiegandole le ragioni che lo hanno spinto a questo drammatico gesto. Vernon si presenta a casa di Andre e lo aggredisce. Rhonda, rientrata a sorpresa, uccide Vernon con un candelabro. Andre vuole chiamare la polizia, sostenendo la legittima difesa, ma Rhonda lo ferma perché ha appena saputo di essere incinta.
L'Empire sbarca in Borsa. Lucious si sta preparando in camerino per la sua esibizione, quando arriva Jamal che lo ringrazia per essere stato scelto e aver superato la sua diffidenza. La scena è guastata dall'irruzione dell'agente Carter che arresta Lucious per l'omicidio di Bunkie. Mentre viene portato via, Lucious dice a Jamal di esibirsi al suo posto assieme a Patti LaBelle. Carter è preoccupata perché non si trova Vernon, testimone chiave nel processo. Dal carcere Lucious lancia il suo grido di vendetta, promettendo che riuscirà a tornare nuovamente sulla scena.
- Special guest star: Patti LaBelle (sé stessa), Rita Ora (sé stessa)
- Guest star: Nealla Gordon (Harlow Carter), Gabourey Sidibe (Becky Williams), Jennifer Hudson (Michelle White), Jim Beanz (Titan), Rita Ora (sé stessa), Juicy J (sé stesso), Charles Hamilton (Black Rambo), Serayah (Tiana Brown)
- Ascolti USA: telespettatori 17 620 000[12]